# Championnats du monde de duathlon longue distance 2024
Navigation
Édition précédente Édition suivante
Les championnats du monde de duathlon longue distance 2024 sont organisés par la Fédération internationale de triathlon (World Triathlon). Ils se déroulent à Zofingen en Suisse le 8 septembre 2024. C'est l'épreuve longue distance du Powerman Duathlon qui sert de support à ce championnat du monde pour la 17e fois de son histoire.

## Organisation
| Distances course (kilomètres) | Distances course (kilomètres) | Distances course (kilomètres) |
| Course à pied                 | Cyclisme                      | Course à pied                 |
| ----------------------------- | ----------------------------- | ----------------------------- |
| 10                            | 150                           | 30                            |

## Palmarès
Les tableaux présentent les podiums des championnats.
| Rang               | Athlète               | Pays     | Temps           |
| ------------------ | --------------------- | -------- | --------------- |
| Médaille d'or      | Émile Blondel         | France   | 5 h 58 min 16 s |
| Médaille d'argent  | Seppe Odeyn           | Belgique | 6 h 3 min 45 s  |
| Médaille de bronze | Jens-Michael Gossauer | Suisse   | 6 h 5 min 51 s  |

| Rang               | Athlète        | Pays      | Temps           |
| ------------------ | -------------- | --------- | --------------- |
| Médaille d'or      | Merle Brunnée  | Allemagne | 6 h 54 min 55 s |
| Médaille d'argent  | Maja Betz      | Allemagne | 7 h 8 min 23 s  |
| Médaille de bronze | Nelly Rassmann | Allemagne | 7 h 19 min 0 s  |